# Сель, Бернадетт
Бернадетт Сель (Сейл, венг. Szél Bernadett, урождённая Надь, Nagy; род. 9 марта 1977, Печ) — венгерский экономист и политик. Сопредседательница партии «Политика может быть другой» (Lehet Más a Politika; LMP), в 2013—2018 годах, член Национальной ассамблеи с 2012 года и кандидат партии в премьер-министры.

## Биография
Сель родилась в Пече 9 марта 1977 года. Окончила гимназию имени Миклоша Зриньи в Залаэгерсеге. В 2000 году выпустилась из Университета Корвина (международные отношения), где и получила степень доктора философии в 2011 году.
Между 2000 и 2002 годами работала в департаменте по корпоративным вопросам компании Phillip Morris. После этого перешла на работу в общественный сектор, была руководителем программ правозащитной организации «Убежище — Объединение помощи мигрантам» (Menedék — Migránsokat Segítő Egyesület) с марта по июль 2002 года. С сентября 2002 года в течение трех лет была научным сотрудником Венгерской Академии наук. С 2006 года работала в венгерском Центральном статистическом управлении, а также выступала как докладчик ЕС.
Её научные интересы лежат в сфере социологии семьи, семейной политики и государственного потенциала. Она является членом нескольких научных коллективов, а также участвует в венгерских и международных проектах. Свободно владеет английским и немецким языками. В настоящее время она живет в Будакеси с мужем и двумя дочерьми.

## Политическая карьера
Сель начала свою политическую карьеру в левоцентристской Гуманистической партии. После создания новой зелёной партии «Политика может быть другой» перешла в неё в 2010 году. Была кандидатом на венгерских парламентских выборах 2010 года. Боролась за кресло мэра Будакеси в 2010 году на местных выборах, получив 10,89 % голосов.
Сель стала членом парламента 13 февраля 2012 года, заменив свою коллегу Вираг Кауфер, ушедшую в отставку 1 февраля. Была избрана членом Комитета по занятости и труду 20 февраля, а затем Комитета по делам молодёжи, социальных, семейных и жилищных дел и заместителем председателя Комитета по устойчивому развитию 23 сентября 2013 года.
Числилась независимым депутатом в период с февраля по сентябрь 2013 года, когда парламентская группа LMP сообразно парламентской процедуре была распущена после того, как её покинули восемь членов покинули собрание, учредивших новую партию «Диалог для Венгрии». Бернадетт Сель и Андраш Шиффер были избраны новыми сопредседателями LMP на съезде партии 24 марта 2013 года.
Когда в сентябре 2013 года в ходе парламентских дебатов Сель задавала вопросы о проекте Roșia Montană в Румынии государственному секретарю по вопросам окружающей среды Золтану Иллешу, тот допустил сексистские высказывания в её адрес (в частности «То, что вы красивы, не значит, что вы умны»), за что позже приносил извинения.
Сель была переизбрана членом парламента по общенациональному списку LMP на парламентских выборах 2014 года и стала членом Комитета по вопросам национальной безопасности 6 мая. После отставки Эржебет Шмук Сель 16 февраля 2017 года была избрана лидером парламентской группы своей партии. В сентябре 2017, Бернадетт Сель была выдвинута партийным кандидатом на должность премьер-министра на предстоящих парламентских выборах 2018 года. Была избрана по одному из округов Пешта, опередив в нём всех остальных кандидатов.